# University of Notre Dame Press
University of Notre Dame Press est une maison d'édition universitaire américaine.